# 72826
72826 — дебютний демо-альбом американського рок-гурту Tool, що вийшов 1991 року.

## Про альбом
72826 — перший демозапис американського рок-гурту Tool, що містив пісні, записані гуртом між 28 серпня та 5 вересня 1991 року. До складу демо увійшло шість пісень загальною тривалістю близько 23 хвилин: чотири з них — «Hush», «Crawl Away», «Sober», «Jerk-Off» — було записано в студії, а ще дві — «Cold and Ugly» та «Part of Me» — під час концерту.
За виробництво та розповсюдження альбому відповідала компанія Zoo Entertainment, дочірня компанія мейджор-лейблу BMG, з якою Tool підписали угоду напередодні Дня подяки 1991 року. Назва альбому «72826» означала слово «S-A-T-A-N» (укр. Сатана), набране на клавіатурі телефону: його вказав вокаліст гурту Мейнард Джеймс Кінен у відповідь на запитання, яким має бути порядковий номер альбому в студії звукозапису. Через обкладинку, на якій було зображено гайковий ключ незвичної форми, платівка отримала альтернативну назву «Tool» (укр. Інструмент) або «Toolshed» (укр. Повітка для інструментів).
Маркетингова стратегія Zoo полягала в тому, щоб надсилати примірники альбому різним рок-гуртам, чий стиль був схожим на Tool. Внаслідок цього вже навесні 1992 року Tool, які до цього відіграли лише сім концертів,  стали активно виступати на західному узбережжі США, граючи на розігріві у таких гуртів, як Fishbone та Corrosion of Conformity. Вже за рік Tool видали дебютний альбом Undertow, який приніс гуртові миттєву популярність. У нього увійшли дві пісні з цього демо: «Crawl Away» та «Sober», остання з яких вийшла синглом та посіла 13 місце в хіт-параді Billboard Mainstream Rock.
2019 року демоальбом 72826 було опубліковано на цифрових платформах Tool, серед яких YouTube та Google Play.

## Список пісень
| #  | Назва           | Тривалість |
| -- | --------------- | ---------- |
| 1. | «Cold and Ugly» | 3:50       |
| 2. | «Hush»          | 2:41       |
| 3. | «Part of Me»    | 2:59       |
| 4. | «Crawl Away»    | 4:49       |
| 5. | «Sober»         | 4:33       |
| 6. | «Jerk-Off»      | 4:01       |

## Учасники запису
- Мейнард Джеймс Кінен — спів,
- Адам Джонс — гітара,
- Денні Кері — барабани,
- Пол Д'Амур — бас-гітара.